# غريت برفرد (بيدفوردشير)
غريت برفرد (بالإنجليزية: Great Barford)‏ هي قرية و أبرشية مدنية تقع في المملكة المتحدة في إنجلترا.  يقدر عدد سكانها بـ 1,930 نسمة .

## المدن التوأمة
مدينة Wöllstein هي مدينة توأمة لـغريت برفرد (بيدفوردشير).